# Sosha Duysker
Sosha Duysker (Amstelveen, 1991) is een Nederlandse presentatrice, actrice, verslaggeefster en programmamaker.

## Levensloop
Duysker groeide op in Bovenkarspel. Ze studeerde Media, Informatie en Communicatie aan de Hogeschool van Amsterdam. Na haar studie startte zij als redacteur bij het televisieprogramma Zapp Kids Top 20. Van 2017 tot 2022 was zij een van de vaste presentatoren van Het Klokhuis (NTR). Tevens presenteerde zij voor de NTR het televisieprogramma De Buitendienst. Als actrice trad Duysker op in de jeugdseries Zappmissie en Zapp detective.
In 2018 sprak Duysker de stem in van de nieuwspresentator voor de Disney-animatiefilm Ralph Breaks the Internet. In 2024 sprak zij de stem in van coach Roberts in de Pixar-animatiefilm Binnenstebuiten 2. Voor de Nederlandstalige versie van de DreamWorks-animatiefilm The Wild Robot sprak Duysker in hetzelfde jaar de hoofdrol in, ROZZUM unit 7134 ('Roz').
In 2020 presenteerde Duysker voor het eerst tijdens het Nederlands Film Festival voor BNNVARA het Gouden Kalveren Gala. In hetzelfde jaar won ze de Philip Bloemendal Prijs voor het grootste journalistieke presentatietalent. Ze won de prijs mede op grond van haar presentatie in een eigen video op Instagram waarin ze stelling neemt tegen racisme en haar standpunt in het zwartepietendebat toelicht.
In 2021 zong Duysker het satirische nummer 'Ga niet naar Nieuwsuur' over het programma Nieuwsuur in het programma Zondag met Lubach.
In januari 2022 ging Duysker een exclusief contract aan met omroep KRO-NCRV. Hier is ze onder andere een van de vaste gezichten van het televisieprogramma Keuringsdienst van Waarde. Sinds oktober 2022 presenteert ze ook de dierenquiz Waku Waku.
Voor de KRO-NCRV maakte en presenteerde Duysker in 2024 de driedelige serie Uit de kramp. Ze gaat daarin in gesprek over racisme met onder anderen haar eigen familie en met deskundigen, activisten, cabaretiers en sportverslaggevers.  Ook startte ze in 2024 als een van de presentatoren van Spoorloos, totdat het programma begin 2025 stopte.

## Persoonlijk
Duysker woont in Amsterdam. Haar zus is scenarist en toneelschrijver Esther Duysker, die met haar speelfilmdebuut Buladó een Gouden Kalf voor beste lange speelfilm won bij het Nederlands Film Festival 2020 en de drie toneelstukken van de Raisin-cyclus vertaalde en een eigen vervolg schreef, The story of Travis (2023), als vierde deel van de cyclus.

## Televisie
| Jaar       | Programma                      | Omroep, zender        |
| ---------- | ------------------------------ | --------------------- |
| 2017-2022  | Het Klokhuis                   | NTR, NPO Zapp         |
| 2017-2020  | Zappmissie / Zapp Detective    | KRO-NCRV, NPO Zapp    |
| 2017       | Zapp Skills                    | NTR, NPO Zapp         |
| 2018-2020  | De Buitendienst                | NTR, NPO Zapp         |
| 2018       | Binge                          | Ziggo Movies & Series |
| 2020       | Zapplive Extra                 | KRO-NCRV, NPO Zapp    |
| 2020       | De Nationale Schooltoets       | KRO-NCRV, NPO Zapp    |
| 2020-2022  | Het Gouden Kalveren Gala       | BNNVARA, NPO Start    |
| 2020       | Serious Request: The Lifeline  | NTR, NPO 3            |
| 2021       | Atlas                          | NTR, NPO 2            |
| 2021       | Opstand op de Neptunus         | NTR, NPO 2            |
| 2021       | Lichting 2020                  | HUMAN, NPO 3          |
| 2021-heden | Fake it till you make it       | NTR, NPO Zapp         |
| 2022-heden | Keuringsdienst van Waarde      | KRO-NCRV, NPO 1       |
| 2022       | The Passion                    | KRO-NCRV, NPO 1       |
| 2022-heden | Het gevoel van de Vierdaagse   | KRO-NCRV, NPO 1       |
| 2022-heden | Waku Waku                      | KRO-NCRV, NPO Zapp    |
| 2022       | Symphonic Christmas            | AVROTROS, NPO Zapp    |
| 2023-heden | Zin in Morgen                  | KRO-NCRV, NPO 2       |
| 2023-heden | Restaurant van de Toekomst     | KRO-NCRV, NPO 3       |
| 2024       | Therapie                       | HUMAN, NPO 3          |
| 2024       | Uit de kramp                   | KRO-NCRV, NPO 3       |
| 2024       | Spoorloos                      | KRO-NCRV, NPO 1       |
| 2025       | Het perfecte plaatje in Italië | RTL 4                 |

## Online
| Jaar      | Programma                                             | Organisatie, kanaal         |
| --------- | ----------------------------------------------------- | --------------------------- |
| 2019      | Wat kijk je nou?                                      | NTR, Schooltv.nl            |
| 2019-2020 | Zapplive Checkt                                       | KRO-NCRV, NPO Zapp, YouTube |
| 2021      | Fake It Till You Make It (onderdeel van Het Klokhuis) | NTR, NPO Zapp, YouTube      |
| 2021-2022 | Stereotypisch (onderdeel van Brandpunt+)              | KRO-NCRV, NPO 3, YouTube    |
| 2021-2022 | The Best Social Awards                                | The Best Social Media       |
| 2021-2023 | (W)Auw van de bouw                                    | Beeld en Geluid             |